# Sumatraskärtimalia
Sumatraskärtimalia (Napothera albostriata) är en fågel i familjen marktimalior inom ordningen tättingar.

## Utseende
Sumatraskärtimalian är en liten (11–13 cm), nästan stjärtlös brunstreckad timalia med mycket lång och något nedåtböjd näbb. På huvudet syns brunt på hjässa, nacke och huvudsidorna, med smala beigefärgade spolstreck och smala svarta fjäll. Intill den vitaktiga strupen finns ett mörkt mustasch- och strupsidestreck som formar en dubbel linje. Ryggfjädrarna är långa och bruna med långa beigefärgade spolstreck, medan fjädrarna på övergumpen är lösa och enfärgade. Stjärt och vingar är enfärgat kastanjebruna. På undersidan syns brunt på bröst och buk med beigevita spolstreck.

## Utbredning och systematik
Fågeln förekommer enbart i höglänta områden på västra Sumatra, där den är stannfågel. Den behandlas som monotypisk, det vill säga att den inte delas in i några underarter. Vissa behandlar den som underart till Rimator malacoptilus.

### Släktestillhörighet
Arten placerades tidigare i släktet Rimator, men det inkluderas efter genetiska studier numera i Napothera.

## Levnadssätt
Sumatraskärtimalian hittas i skogar med ek och lagerträd i lägre bergstrakter på mellan 1200 och 2850 meters höjd. Den ses vanligen i par, tryckande i undervegetationen på eller nära marken. Födan består av ryggradslösa djur. Information om dess häckningsbiologi saknas.

## Status och hot
Arten har ett stort utbredningsområde, men tros minska i antal, dock inte tillräckligt kraftigt för att den ska betraktas som hotad. Internationella naturvårdsunionen IUCN listar därför arten som livskraftig (LC).